# Joseph-Jacques Loison
Pour les articles homonymes, voir Loison (homonymie).
Joseph-Jacques Loison, né le 21 février 1744 dans le hameau de Montaubé, à Azannes (département actuel de la Meuse) et mort le 17 février 1820 à Bayonne, est un dignitaire français de l'Église catholique, évéque de Bayonne de 1802 à sa mort après avoir été curé de sa paroisse natale de 1784 à 1802.

## Biographie

### Curé assermenté
Joseph-Jacques Loison est le fils de Noël Loison, fermier, et d'Anne-Marie Pierron et le frère de François Loison, député à l'Assemblée nationale constituante,. 
Il fait ses études à Verdun, sans acquérir aucun grade. Il est ordonné prêtre en 1768 et devient vicaire à Azannes l'année suivante, avant d'être en 1784 curé de Thil et d'Azannes. En 1791, il prête le serment à la constitution civile du clergé et reste curé de sa paroisse. Il la quitte ensuite pour Étain, avant de s'installer à Verdun, où il est surveillé par le comité révolutionnaire de la ville. Il revient dans sa paroisse après la Terreur. Au cours de la période, il prête tous les serments révolutionnaires, qu'il rétracte en 1802.

### Évêque concordataire
C'est sur la recommandation de son neveu le général Louis Henri Loison, fils du député François Loison,, que Portalis l'intègre dans la liste des épiscopables en 1802. Portalis loue sa bonté mais le présente comme faible et influençable. Il est nommé évêque de Bayonne le 5 juillet 1802. Il fait donc partie des rares évêques concordataires qui ont été prêtres assermentés, mais il choisit deux vicaires généraux insermentés, Claude-François Lallemand et Jean-Jacques Lamarque. Il assiste au sacre de Napoléon.

Les diocèses à la suite du Concordat. Le diocèse de Bayonne (suffragant de l'archevêché de Toulouse) est très étendu.

Le diocèse de Bayonne comprend alors trois départements, les Basses-Pyrénées, les Hautes-Pyrénées et les Landes et correspond à six anciens diocèses, ceux de Bayonne, de Lescar, d'Oloron, de Tarbes, d'Aire-sur-l'Adour et de Dax. Dans son nouveau diocèse, Loison réorganise la carte des paroisses,.

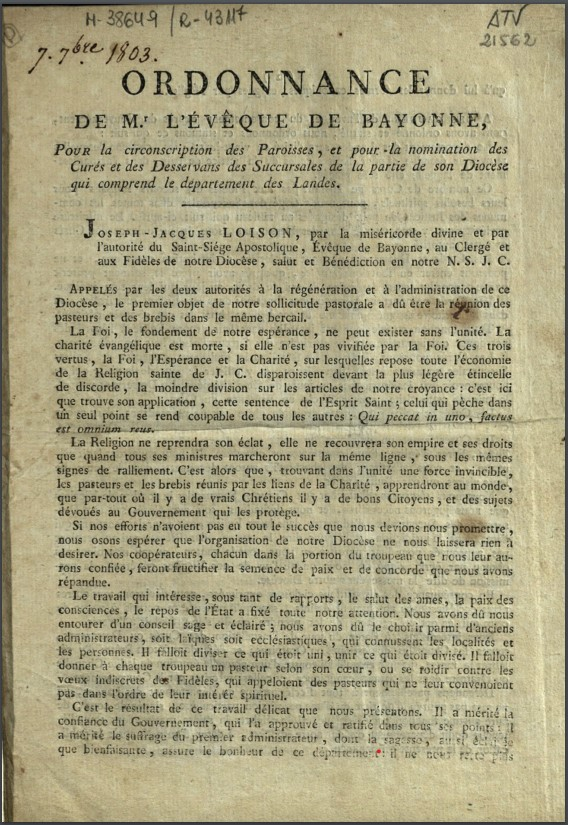
Première page de : Ordonnance de Mr. L'Èvêque de Bayonne : pour la circonscription des Paroisses, et pour la nomination des Curés et des Desservans des Succursales de la partie de son Diocèse qui comprend le département des Landes (1803).

Il cherche aussi à développer l'enseignement ecclésiastique. En 1805, il ouvre un séminaire à Bayonne. Il entre en conflit avec le recteur Eliçagaray à propos de l'application du décret de 1811 qui donne la priorité aux lycées sur les autres institutions d'enseignement. Finalement, l'évêque est obligé de fermer les deux petits séminaires qu'il avait créé à Bétharram et à Dax et la classe de philosophie du collège d'Aire-sur-l'Adour.
En 1807, il effectue une très longue visite pastorale dans les Hautes-Pyrénées, département qui fait alors partie de son diocèse, se rendant dans toutes les paroisses pour prêcher et confirmer. Cette tournée est soigneusement planifiée par les curés et les vicaires généraux.
Au moment de la négociation du concordat de 1817, qui finalement échouera, il fait partie du groupe d'évêques qui offre sa démission à la fois au roi et au pape. Il meurt à Bayonne le 17 février 1820.

## Héraldique
Joseph-Jacques Loison est baron de l'Empire, mais sans règlement d'armoiries. Il porte les armes suivantes : D'azur aux initiales JJL d'or.

### Notice biographique
- Jacques-Olivier Boudon, Les élites religieuses à l'époque de Napoléon. Dictionnaire des évêques et vicaires généraux du Premier Empire, Paris, Nouveau Monde éditions / Fondation Napoléon, 2002, 313 p. (ISBN 2-84736-008-5), p. 200.